# NGC 2829
NGC 2829 је лентикуларна галаксија у сазвежђу Рис која се налази на NGC листи објеката дубоког неба.
Деклинација објекта је + 33° 38' 58" а ректасцензија 9h 19m 52,3s. Привидна величина (магнитуда) објекта NGC 2829 износи 14,9 а фотографска магнитуда 15,7. NGC 2829 је још познат и под ознакама NPM1G +33.0151, , PGC 2036350.